# Zooplus
Zooplus SE est un détaillant en ligne d'aliments et de fournitures pour animaux de compagnie dont le siège est à Munich, en Allemagne.

## Présentation de l’entreprise
Zooplus est une société par actions enregistrée au registre du commerce en France sous le n° Siret HRB 125080. Fondée le 28 juin 1999, la société de commerce électronique expédie désormais ses articles dans trente pays d'Europe via ses sites web nationaux (en Allemagne mais aussi en Autriche, en Grande-Bretagne, en Irlande, en France, en Belgique, aux Pays-Bas, en Pologne, en Italie et en Espagne), ainsi qu’à l'international via le site zooplus.com. 
Le centre logistique allemand de Zooplus était situé auparavant à Stauffenberg. En 2011, l’entreprise a transféré sa logistique principale nationale et internationale sur un nouveau site plus grand situé à Hörselgau près d’Eisenach. Zooplus a également un entrepôt aux Pays-Bas, à Tilbourg.
Après son introduction en bourse en 2008, Zooplus est coté à la bourse de Francfort et fait partie de l'indice boursier SDAX.
La société, pure player, une des premières positionnée sur le marché de la vente en ligne d'aliments et de produits pour animaux domestiques, connaît depuis sa création, une dynamique intéressante,. Mais la concurrence se renforce,, comme avec l'apparition d'Amazon l'automne 2018, qui a commencé en automne 2018 à vendre de la nourriture pour animaux de compagnie en Europe sous ses propres marques. Malgré le nouveau concurrent américain, Zooplus a réalisé 1 342 millions d'euros de ventes totales en 2018, ce qui correspond à une croissance de 21 % par rapport à l'année précédente.

## Pénétration du marché européen
En 2000, un an après sa création, zooplus arrive sur le marché autrichien puis au Royaume-Uni et en France avec les lancements des sites zooplus.co.uk en 2005 et zooplus.fr en 2006. En 2007, la société décide de proposer d'autres sites web nationaux pour les Pays-Bas, la Belgique, l'Italie, l'Irlande et la Pologne. Elle lance en 2008 son site espagnol. Le site zooplus.com permet également à la marque de vendre ses produits au Danemark, en République tchèque, en Suède, en Finlande, en Suisse, au Luxembourg et en Slovénie.

## Historique
- 1999 : création de Zooplus AG et début des activités commerciales.
- 2000 : premier bilan financier et entrée sur le marché autrichien.
- 2002 : vainqueur du « German Internet Award ».
- 2005 : expansion de l'activité internationale de zooplus, avec le lancement de zooplus.co.uk et de zooplus.com.
- 2006 : lancement de zooplus.fr et inauguration de l'entrepôt situé à proximité de Cassel (en Allemagne).
- 2007/2008 : poursuite de l'expansion de zooplus à l'échelle européenne (Pays-Bas, Belgique, Italie, Pologne, Espagne).
- 2009 : lancement du site pour le marché tchèque, inauguration de l'entrepôt situé à Tilbourg (Pays-Bas).